# ملای جزیری
شیخ احمد جزیری متولد ۱۵۶۶ میلادی، در کردستان عثمانی(ترکیه امروزی) و از خاندان کُرد و با علم و فضیلت، در شهر جزیره ابن عمر، متولد شده‌است. ملا احمد مشهور به «ملای جزیری» منسوب به جزیره ابن عمر(جیزره) واقع در ساحل رود دجله و واقع در استان شرناق امروزی می باشد و نیز ملقب به (نیشانی)Nîşanî می‌باشد.
مه لای جزیری در دوران خردسالی و طبق معمول و مرسوم آن دوران، در مساجد و مدارس جزیره نزد بزرگان دین به تحصیل علوم دینی و حفظ قرآن و ریاضی پرداختند. بعد از اتمام دروس ابتدائی در جزیره برای ادامه تحصیل علوم ومعرفت به نقاط مختلف کوردستاناز جملە حکاری، عمادیه، دیاربکر و حصن کیفا مسافرت کرده تا نزد علما و مشایخ بزرگ آن مناطق اصول الدین و فقه و حدیث و فلسفه (علم کلام، النحو و الفلک) کسب فیض نماید.
مه لای جزیری در کنار زبان مادری بر زبان‌های عربی و ترکی و فارسی نیز مسلط بود، زبان عربی را بخاطر آنکه زبان قرآن بود به آن اهمیت فراوان می‌دادند و در نظم و اشعار خود از آیات قرآن استفاده می‌نمود.
و فارسی را نیز به خاطر آنکه زبان ادب و کتابت و انشاء است آن را به خوبی فرا گرفت و در خلال یادگیری آن به فراگیری اشعار فارسی مانند حافظ شیرازی و جامی را نیز فرا گرفت. و بعد از ان که اجازهٔ نامه تدریس و تعلیم را دریافت نمود به زادگاهش شهر جزیره برگشت و در مدرسه الحمراء به معلم و مدرسی توانا تبدیل شد. ملای جزیری شاعری پایه بلند بوده، تمامی اشعار او غرامی و عرفانی و به زبان کُردی است و از ایشان به عنوان پدر اشعار نوین کُردی نیز یاد می شود .
مهمترین اثر وی دیوان ملای جزیری می‌باشد که بی شک در رتبهٔ دیوان حافظ شیرازی است و در بلندترین جایگاه فصاحت و بلاغت قرار گرفته‌است که حتی غربی‌ها و از جمله مستشرقین روسی و آلمانی را نیز به اهتمام ورزیدن به این اثر بی نظیر واداشته‌است.
دیوان ملا در برلن، روسیه، آلمان و سوریه به چاپ رسیده‌است. در سال ۱۳۶۱ شمسی دیوان ملای جزیری همراه با مقدمه و شرح مفصلی که استاد عبدالرحمن شرفکندی «هه‌ژار» بر آن نوشته توسط مؤسسه سروش در تهران به چاپ رسیده‌است.
ایشان بعد از ۷۵ سال سعی و تلاش در عرصه فرهنگ و ادبیات دینی و ملی در سال (۱۰۵۰ق) دار فانی را وداع و در جنوب مدرسه حمراء واقع در جزیره بوتان دفن گردیدند.